# Mesut Yılmaz
Ahmet Mesut Yılmaz (IPA: [ähmet̪ meˈsut jɯɫˈmaz]) (Istanbul, 6 novembre 1947 – Istanbul, 30 ottobre 2020) è stato un politico turco.

## Biografia
È stato più volte Primo ministro.